# テイスト・メディア
テイスト・メディア（Taste Media）は、ミューズやシェッド・セヴンといったバンドのレコードをリリースしてきたレコード・レーベルおよびプロダクション会社。同社は、デッカおよびマグネット・レコードのA&R部門の元幹部であるサフタ・ジャフェリーと、コーンウォールにあるソーミルズ・レコーディング・スタジオを所有していたデニス・スミスによって設立された。

## 歴史
テイスト・メディアは、ミューズの『ショウビズ』『オリジン・オブ・シンメトリー』『アブソルーション』というアルバム3枚をレコーディングした。ミューズのレコーディングについてはイギリスのマッシュルーム・レコードにライセンス供与され、レーベルのクレジットはテイスト・メディアとマッシュルーム・レコードが分け合っていたが、後発のアーティストは独立してリリースされた。これらの独立リリースには、ワン・ミニット・サイレンスの『One Life Fits All』、セラフィンの『No Push Collide』、シェッド・セヴンのいずれも2003年にリリースされたライブ・アルバム『Where Have You Been Tonight?』とシングル「Why Can't I Be You?」などが含まれている。
テイスト・メディアのレパートリーの出版は、姉妹会社であるテイスト・ミュージックが担当した。同社はミューズの最初の3枚のアルバムの出版権を保持しており、バフシーズ（Buffseeds）、ワン・ミニット・サイレンス、サンデー・クラブ（Sundae Club）の楽曲も取り扱っている。
2005年、ワーナー・ミュージックに売却された。